# Hillerislambersia darjeelingi
Hillerislambersia darjeelingi är en insektsart. Hillerislambersia darjeelingi ingår i släktet Hillerislambersia och familjen långrörsbladlöss. Inga underarter finns listade i Catalogue of Life.